# Isola Elcho
Elcho Island (conosciuta dai suoi tradizionali proprietari come Galiwin'ku) è un'isola situata a nord della penisola Napier nel mar degli Alfuri, all'estremità nord-est della Terra di Arnhem nel Territorio del Nord, in Australia. Appartiene alla contea di East Arnhem.
Fa parte delle cosiddette Islands off the Napier Peninsula, di cui è l'isola maggiore, chiamate anche Elcho Island Group. Secondo altre fonti appartiene alle Wessel Islands.
Il villaggio dell'isola, che si chiama anch'esso Galiwin'ku, è una comunità aborigena tradizionale con accesso limitato e il permesso di visita è richiesto per legge. La sua popolazione nel 2016 era di 2 206 abitanti. Si trova a sud dell'isola ed è dotato di un aeroporto.

## Geografia
Elcho Island, ha una superficie di 278,3 km² e un'altezza di 44 m. Elcho si trova tra Howard Island (a sud-ovest) e Graham Island (a nord-est); la separa dalla penisola Napier il Cadell Strait, che misura 700 m nel punto più stretto.